# 陳志鑫
陳志鑫（1959年—），出生於上海。現任上海汽车工业（集团）总公司總裁、南京汽車集團有限公司董事長。畢業於同濟大学工商管理碩士学位。

## 生平
在2001年委任上海汽车工业（集团）总公司管理層之今，在1979年於上海汽車厂工作，之後在1986年委任上海大眾汽車公司所有工作，包括规划部、物流部、采购部等部门历任股长、科经理、部经理，1997年，委任上海采埃孚转向机有限公司总经理，2000年，正式委任上海汽车工业（集团）总公司任总裁助理、副總裁等工作，2002年，同時委任上海大众汽车有限公司总经理、董事等工作，2008年，委任南京汽車集團有限公司董事長。

## 相關連結
- 陈志鑫：上汽投450亿打造强势自主品牌 張家港市車網
- 上汽5年再投222亿 陈志鑫期冀“胜于蓝“ 經濟觀察網 （页面存档备份，存于）